# فرضية مارلي
فرضية مارلي هي نظرية نفسية تتناول الطريقة التي تدرك بها المجموعات العرقية للعنصرية الحالية في المجتمع تبعًا لاختلاف معرفتهم ووعيهم عن تاريخ العنصرية. تفترض الدراسة وجود ارتباط قوي بين مدى معرفة الفرد عن التمييز العنصري في الماضي وطريقة تعرفه على العنصرية في موقف معين. نُفّذت هذه الدراسة من خلال تجارب اجتماعية، إذ تضع نظرية عن الطريقة التي نشأ بها النمط السلوكي هذا الناجم عن نظرة المجموعات الفرعية إلى التمييز العنصري من عدستهم الاجتماعية المتشكلة من خلال معرفتهم الواعية في الماضي وفهمهم للحوادث التاريخية العنصرية. يقترح باحثو نظرية مارلي وجود فهمٍ عالٍ لتاريخ العنصرية عند أعضاء مجموعات الأقلية -مثل الأمريكيين الأفارقة-، بينما تنكر مجموعات الأغلبية -مثل الأمريكيين الأوروبيين- مثل هذه الحالات أو يتجاهلونها.

## التجارب الاجتماعية
يعد الباحثون جيسيكا سي. نيلسون، وغلين آدامز، وفيا إسز سلتر أول من اقترح الأبحاث الأصلية المجراة عن فرضية مارلي في عام 2012. استخدموا مخططات كشف الإشارات في تجاربهم الاجتماعية ليستكشفوا نظريتهم عن اختلاف الطريقة التي تدرك بها المجموعات المختلفة للعنصرية وذلك وفقًا لانعكاس فهمهم للعنصرية في الماضي. تضمنت التجربة استطلاعات رأي أجريت على 199 طالبًا أمريكيًا أوروبيًا من جامعة يغلب فيها السكان الغربيون، و74 طالبًا أمريكيًا أفريقيًا من جامعتين يغلب فيها السكان الأمريكيون الأفارفة. أظهرت الدراسة عدم ملاحظة الأمريكيين الأوربيين للعنصرية مثلما فعلت مجموعة الأمريكيين الأفارقة عندما عُرضت عليهم حوادث ودلالات نظامية عن العنصرية من أجل ملاحظتها. بالإضافة إلى ذلك، لُوحظ تفاوت في معرفتهم الجيدة عن الحوادث العنصرية الماضية، إذ سجل الأمريكيون الأوروبيون نتائج أقل في معرفتهم التاريخية لمثل هذه الحالات. يرتبط هذا بفكرة الدراسة المفترضة بأن الهوية لها صلة بإدراك العنصرية، إذ تكون العنصرية النظامية موجودة بقوة أكبر في صورة الذات بدلًا من الحوادث المعزولة.  تعترف الدراسة بمدى قدرة الذاكرة الجمعية المشاهدة ضمن مجموعة فرعية عنصرية على تشكيل هوية جمعية ترسّخ فيما بعد تصورات تاريخية محددة.
تابع باحثون أمثال كورتني إمزبونام، وفينوديرين نير داس، وبريت أر. كولمان، وفيا سلتر بعد ذلك العمل على الدراسة، إذ أجروا تجربتين اجتماعيتين رئيستين بتكرار مفاهيمي لعمل نيلسون، وآدامز، وسلتر لتحليل أعمق لنظرية مارلي. حللت الدراسة الأولى استجابات 111 فردًا من الأمريكيين الأوروبيين و43 فردًا من الأمريكيين الأفارقة، كلاهما من جامعة متنوعة عرقيًا. لُوحظ نمط مشابه لذلك المشاهد بالبحث الأصلي إذ أظهر الأمريكيون الأوربيون فهمًا ومعرفةً أقل عن الأحداث العنصرية التاريخية. يؤكد عملهم على كيفية قيام الهوية العرقية القوية بين الأمريكيين الأوروبيين بمساهمة أكبر في إنكارهم للعنصرية النظامية. تظهر الدراسة الثانية أن الأشخاص الذين تعلموا عن قوانين الإسكان في تاريخ الولايات المتحدة وتأثيرها على غيتو (معزل) الأمريكيين الأفارقة، كان لديهم مستوى معرفة أعلى عن العنصرية النظامية.

### انتقادات
أُجريت دراسة نقدية لفرضية مارلي في عام 2018 من قبل الباحثين جيسون إي. ستريكهوسر، وإيثان زيل، وكارا إي. هاريس، أظهرت هذه الدراسة اختلافًا صغيرًا بين الأمريكيين الأوروبيين والأمريكيين الأفارقة بشأن فهمهم للحوادث العنصرية التاريخية في الماضي. أُجريت تجربتان اجتماعيتان بتكرار مفاهيمي للدراسة الأصلية في ظروف مؤسسية ومنطقية مختلفة على 228 طالبًا من الأمريكيين الأوروبيين و192 طالبًا من الأمريكيين الأفارقة. أظهرت اختلافًا في الإدراك بين المجموعتين العرقيتين الفرعيتين ما يقارب الثلث للعنصرية المعزولة ونحو النصف للعنصرية النظامية، بخصوص ما بُحث عنه في الأصل في الدراسات السابقة. يظهر هذا تباين مع البحث الأصلي لفرضية مارلي. تشدد الدراسة على أهمية البيئات الاجتماعية التي تؤثر بدورها على استجابات الطلاب في التجربة الاجتماعية، وهكذا أحدث هذا العامل تغييرًا في بحثهم. وسعوا إلى زيادة دقة عملهم من خلال زيادة عدد المشاركين الخاضعين لعملية التحليل.